# Skanda (boeddhisme)
Skanda wordt in het Chinees boeddhisme gezien als een toegewijde bewaker van de dharma en als een bodhisattva. Hij is een van de vierentwintig hemelse bewakers. Skanda is het hoofd van deze drieëntwintig hemelse bewakers. Hij dient de Vier hemelse koningen.
In de meeste Chinese tempels staat een beeld van Skanda naast een Guanyin of Boeddhabeeld. Hij staat aan de linkerkant van het beeld. Sangharama's beeld staat dan rechts van het Guanyin of Boeddhabeeld.
In Chinese soetra's staat een afbeelding van Skanda aan het einde van de soetra. Het herinnert de mensen eraan dat Skanda de Boeddhaleer beschermt en behoudt.
Volgens legendes was Skanda de zoon van een deugdzame koning die erg in de boeddhistische leer geloofde. Toen Gautama Boeddha het Nirvana bereikte, kreeg Skanda de opdracht om de dharma te beschermen. Skanda moet de leden van de sangha beschermen, wanneer ze gestoord worden door een Mara. Skanda lost ook geschillen op tussen leden van de sangha.
Een paar dagen na de dood en de crematie van de boeddha kwamen boze demonen de relieken van Gautama stelen. Skanda greep gelijk in, versloeg de demonen en bracht de relieken terug.

## Verjaardag
De verjaardag van Skanda wordt op de eerste van de zesde maand van de Chinese kalender gevierd.
Omrekening naar de westerse kalender
- 2009: 22 juli
- 2010: 12 juli
- 2011: 1 juli
- 2012: 19 juli
- 2013: 8 juli
- 2014: 27 juni
- 2015: 16 juli
- 2016: 4 juli
- 2017: 24 juni